# Karl Friberg
Karl Friberg (* 25. März 1999 in Örebro) ist ein schwedischer Tennisspieler.

## Karriere
Friberg spielte bis 2017 auf der ITF Junior Tour. Dort konnte er mit Rang 55 seine höchste Notierung in der Jugend-Rangliste erreichen. Bei den Grand-Slam-Turnieren spielte er dabei nie.
Von 2015 bis 2017 spielte Friberg vereinzelt und ohne größeren Erfolg Turniere der ITF Future Tour in seinem Heimatland. 2018 nahm er an deutlich mehr Turnieren und in verschiedenen Ländern teil und konnte dabei im Einzel erstmals tiefer in die Turniere vorstoßen und dabei auch seinen ersten Future-Titel gewinnen. Sein Karrierehoch von Platz 631 in der Weltrangliste erreichte er im August 2019, nachdem er etliche Viertelfinals erreicht hatte. Im Doppel konnte er im selben Jahr seine ersten zwei Finals erreichen und eines dieser Endspiele zum ersten Doppeltitel nutzen. Anfang 2020 stieg er auch im Doppel auf seinen Karrierebestwert von Platz 701. Seitdem schaffte er weder im Einzel noch im Doppel weitere Finalteilnahmen. Ende 2021 kam er als Ersatzspieler zu seinem Debüt auf der ATP Tour, als er im Doppel mit Mohamed Safwat in der ersten Runde verlor. Auf der ATP Challenger Tour kommt er bislang erst auf zwei Turnierteilnahmen, sodass er oberhalb der Futures noch kein Match gewann. In der Rangliste fiel er jeweils hinter seine Bestwerte zurück.